# Vétérinaires
Vétérinaires est un roman de Bernard Lamarche-Vadel publié le 4 mai 1993 aux éditions Gallimard et ayant obtenu l'année suivante le Prix Goncourt du premier roman.

## Éditions
- Vétérinaires, éditions Gallimard, 1993  (ISBN 978-2070729081).